# Pandemia di COVID-19 in Costa d'Avorio
Il primo caso della pandemia di COVID-19 in Costa d'Avorio è stato confermato l'11 marzo 2020.

## Antefatti
Il 12 gennaio 2020 l'Organizzazione mondiale della sanità (OMS) ha confermato che un nuovo coronavirus era la causa di una nuova infezione polmonare che aveva colpito diversi abitanti della città di Wuhan, nella provincia cinese dell'Hubei, il cui caso era stato portato all'attenzione dell'OMS il 31 dicembre 2019.
Sebbene nel tempo il tasso di mortalità del COVID-19 si sia rivelato decisamente più basso di quello dell'epidemia di SARS che aveva imperversato nel 2003, la trasmissione del virus SARS-CoV-2, alla base del COVID-19, è risultata essere molto più ampia di quella del precedente virus del 2003, e ha portato a un numero totale di morti molto più elevato.
Il 5 maggio 2023, l'Organizzazione mondiale della sanità dichiara ufficialmente la fine della pandemia.

## Andamento dei contagi
| Data                                                                          | Data       |  | Numero di casi | Numero di morti |
| ----------------------------------------------------------------------------- | ---------- |  | -------------- | --------------- |
| 11-03-2020                                                                    | 11-03-2020 |  | 1(N.D.)        |                 |
| 12-03-2020                                                                    | 12-03-2020 |  | 2(+100%)       |                 |
| 13-03-2020                                                                    | 13-03-2020 |  | 2(=)           |                 |
| 14-03-2020                                                                    | 14-03-2020 |  | 4(+100%)       |                 |
| 15-03-2020                                                                    | 15-03-2020 |  | 4(=)           |                 |
| 16-03-2020                                                                    | 16-03-2020 |  | 6(+50%)        |                 |
| 17-03-2020                                                                    | 17-03-2020 |  | 6(=)           |                 |
| 18-03-2020                                                                    | 18-03-2020 |  | 9(+50%)        |                 |
| 19-03-2020                                                                    | 19-03-2020 |  | 9(=)           |                 |
| 20-03-2020                                                                    | 20-03-2020 |  | 14(+56%)       |                 |
| 21-03-2020                                                                    | 21-03-2020 |  | 14(=)          |                 |
| 22-03-2020                                                                    | 22-03-2020 |  | 25(+79%)       |                 |
| 23-03-2020                                                                    | 23-03-2020 |  | 25(=)          |                 |
| 24-03-2020                                                                    | 24-03-2020 |  | 73(+192%)      |                 |
| 25-03-2020                                                                    | 25-03-2020 |  | 80(+9,6%)      |                 |
| 26-03-2020                                                                    | 26-03-2020 |  | 96(+20%)       |                 |
| 27-03-2020                                                                    | 27-03-2020 |  | 101(+5,2%)     |                 |
| 28-03-2020                                                                    | 28-03-2020 |  | 140(+39%)      |                 |
| 29-03-2020                                                                    | 29-03-2020 |  | 165(+18%)      | 1(N.D.)         |
| 30-03-2020                                                                    | 30-03-2020 |  | 168(+1,8%)     | 1(=)            |
| 31-03-2020                                                                    | 31-03-2020 |  | 179(+6,5%)     | 1(=)            |
| 01-04-2020                                                                    | 01-04-2020 |  | 190(+6,1%)     | 1(=)            |
| 02-04-2020                                                                    | 02-04-2020 |  | 194(+2,1%)     | 1(=)            |
| 03-04-2020                                                                    | 03-04-2020 |  | 218(+12%)      | 1(=)            |
| 04-04-2020                                                                    | 04-04-2020 |  | 245(+12%)      | 1(=)            |
| 05-04-2020                                                                    | 05-04-2020 |  | 261(+6,5%)     | 2(+100%)        |
| 06-04-2020                                                                    | 06-04-2020 |  | 323(+24%)      | 3(+50%)         |
| 07-04-2020                                                                    | 07-04-2020 |  | 349(+8%)       | 3(=)            |
| 08-04-2020                                                                    | 08-04-2020 |  | 384(+10%)      | 3(=)            |
| 09-04-2020                                                                    | 09-04-2020 |  | 444(+16%)      | 3(=)            |
| 10-04-2020                                                                    | 10-04-2020 |  | 480(+8,1%)     | 3(=)            |
| 11-04-2020                                                                    | 11-04-2020 |  | 533(+11%)      | 4(+33%)         |
| 12-04-2020                                                                    | 12-04-2020 |  | 574(+7,7%)     | 5(+25%)         |
| 13-04-2020                                                                    | 13-04-2020 |  | 626(+9,1%)     | 6(+20%)         |
| 14-04-2020                                                                    | 14-04-2020 |  | 638(+1,9%)     | 6(=)            |
| 15-04-2020                                                                    | 15-04-2020 |  | 654(+2,5%)     | 6(=)            |
| 16-04-2020                                                                    | 16-04-2020 |  | 688(+5,2%)     | 6(=)            |
| 17-04-2020                                                                    | 17-04-2020 |  | 742(+7,8%)     | 6(=)            |
| 18-04-2020                                                                    | 18-04-2020 |  | 801(+8%)       | 8(+33%)         |
| 19-04-2020                                                                    | 19-04-2020 |  | 847(+5,7%)     | 9(+12%)         |
| 20-04-2020                                                                    | 20-04-2020 |  | 879(+3,8%)     | 10(+11%)        |
| 21-04-2020                                                                    | 21-04-2020 |  | 916(+4,2%)     | 13(+30%)        |
| 22-04-2020                                                                    | 22-04-2020 |  | 952(+3,9%)     | 14(+7,7%)       |
| 23-04-2020                                                                    | 23-04-2020 |  | 1 004(+5,5%)   | 14(=)           |
| 24-04-2020                                                                    | 24-04-2020 |  | 1 077(+7,3%)   | 14(=)           |
| 25-04-2020                                                                    | 25-04-2020 |  | 1 111(+3,2%)   | 14(=)           |
| 26-04-2020                                                                    | 26-04-2020 |  | 1 150(+3,5%)   | 14(=)           |
| 27-04-2020                                                                    | 27-04-2020 |  | 1 164(+1,2%)   | 14(=)           |
| 28-04-2020                                                                    | 28-04-2020 |  | 1 183(+1,6%)   | 14(=)           |
| 29-04-2020                                                                    | 29-04-2020 |  | 1 238(+4,6%)   | 14(=)           |
| 30-04-2020                                                                    | 30-04-2020 |  | 1 275(+3%)     | 14(=)           |
| 01-05-2020                                                                    | 01-05-2020 |  | 1 333(+4,5%)   | 15(+7,1%)       |
| 02-05-2020                                                                    | 02-05-2020 |  | 1 362(+2,2%)   | 15(=)           |
| 03-05-2020                                                                    | 03-05-2020 |  | 1 398(+2,6%)   | 17(+13%)        |
| 04-05-2020                                                                    | 04-05-2020 |  | 1 432(+2,4%)   | 17(=)           |
| 05-05-2020                                                                    | 05-05-2020 |  | 1 464(+2,2%)   | 18(+5,9%)       |
| 06-05-2020                                                                    | 06-05-2020 |  | 1 516(+3,6%)   | 18(=)           |
| 07-05-2020                                                                    | 07-05-2020 |  | 1 571(+3,6%)   | 20(+11%)        |
| 08-05-2020                                                                    | 08-05-2020 |  | 1 602(+2%)     | 20(=)           |
| 09-05-2020                                                                    | 09-05-2020 |  | 1 667(+4,1%)   | 21(+5%)         |
| 10-05-2020                                                                    | 10-05-2020 |  | 1 700(+2%)     | 21(=)           |
| 11-05-2020                                                                    | 11-05-2020 |  | 1 730(+1,8%)   | 21(=)           |
| 12-05-2020                                                                    | 12-05-2020 |  | 1 857(+7,3%)   | 21(=)           |
| 13-05-2020                                                                    | 13-05-2020 |  | 1 912(+3%)     | 24(+14%)        |
| 14-05-2020                                                                    | 14-05-2020 |  | 1 971(+3,1%)   | 24(=)           |
| 15-05-2020                                                                    | 15-05-2020 |  | 2 017(+2,3%)   | 24(=)           |
| 16-05-2020                                                                    | 16-05-2020 |  | 2 061(+2,2%)   | 25(+4,2%)       |
| 17-05-2020                                                                    | 17-05-2020 |  | 2 109(+2,3%)   | 27(+8%)         |
| 18-05-2020                                                                    | 18-05-2020 |  | 2 119(+0,47%)  | 28(+3,7%)       |
| 19-05-2020                                                                    | 19-05-2020 |  | 2 153(+1,6%)   | 28(=)           |
| 20-05-2020                                                                    | 20-05-2020 |  | 2 231(+3,6%)   | 29(+3,6%)       |
| 21-05-2020                                                                    | 21-05-2020 |  | 2 301(+3,1%)   | 29(=)           |
| 22-05-2020                                                                    | 22-05-2020 |  | 2 341(+1,7%)   | 29(=)           |
| 23-05-2020                                                                    | 23-05-2020 |  | 2 366(+1,1%)   | 30(+3,4%)       |
| 24-05-2020                                                                    | 24-05-2020 |  | 2 376(+0,42%)  | 30(=)           |
| 25-05-2020                                                                    | 25-05-2020 |  | 2 423(+2%)     | 30(=)           |
| 26-05-2020                                                                    | 26-05-2020 |  | 2 477(+2,2%)   | 30(=)           |
| 27-05-2020                                                                    | 27-05-2020 |  | 2 556(+3,2%)   | 31(+3,3%)       |
| 28-05-2020                                                                    | 28-05-2020 |  | 2 641(+3,3%)   | 32(+3,2%)       |
| 29-05-2020                                                                    | 29-05-2020 |  | 2 750(+4,1%)   | 32(=)           |
| 30-05-2020                                                                    | 30-05-2020 |  | 2 799(+1,8%)   | 33(+3,1%)       |
| 31-05-2020                                                                    | 31-05-2020 |  | 2 833(+1,2%)   | 33(=)           |
| 01-06-2020                                                                    | 01-06-2020 |  | 2 951(+4,2%)   | 33(=)           |
| 02-06-2020                                                                    | 02-06-2020 |  | 3 024(+2,5%)   | 33(=)           |
| 03-06-2020                                                                    | 03-06-2020 |  | 3 110(+2,8%)   | 35(+6,1%)       |
| 04-06-2020                                                                    | 04-06-2020 |  | 3 262(+4,9%)   | 35(=)           |
| 05-06-2020                                                                    | 05-06-2020 |  | 3 431(+5,2%)   | 36(+2,9%)       |
| 06-06-2020                                                                    | 06-06-2020 |  | 3 557(+3,7%)   | 36(=)           |
| 07-06-2020                                                                    | 07-06-2020 |  | 3 739(+5,1%)   | 36(=)           |
| 08-06-2020                                                                    | 08-06-2020 |  | 3 881(+3,8%)   | 38(+5,6%)       |
| 09-06-2020                                                                    | 09-06-2020 |  | 3 995(+2,9%)   | 38(=)           |
| 10-06-2020                                                                    | 10-06-2020 |  | 4 181(+4,7%)   | 41(+7,9%)       |
| 11-06-2020                                                                    | 11-06-2020 |  | 4 404(+5,3%)   | 41(=)           |
| 12-06-2020                                                                    | 12-06-2020 |  | 4 684(+6,4%)   | 45(+9,8%)       |
| 13-06-2020                                                                    | 13-06-2020 |  | 4 848(+3,5%)   | 45(=)           |
| 14-06-2020                                                                    | 14-06-2020 |  | 5 084(+4,9%)   | 45(=)           |
| 15-06-2020                                                                    | 15-06-2020 |  | 5 439(+7%)     | 46(+2,2%)       |
| 16-06-2020                                                                    | 16-06-2020 |  | 5 679(+4,4%)   | 46(=)           |
| 17-06-2020                                                                    | 17-06-2020 |  | 6 063(+6,8%)   | 48(+4,3%)       |
| 18-06-2020                                                                    | 18-06-2020 |  | 6 444(+6,3%)   | 49(+2,1%)       |
| 19-06-2020                                                                    | 19-06-2020 |  | 6 874(+6,7%)   | 49(=)           |
| 20-06-2020                                                                    | 20-06-2020 |  | 7 276(+5,8%)   | 52(+6,1%)       |
| 21-06-2020                                                                    | 21-06-2020 |  | 7 492(+3%)     | 54(+3,8%)       |
| 22-06-2020                                                                    | 22-06-2020 |  | 7 677(+2,5%)   | 56(+3,7%)       |
| 23-06-2020                                                                    | 23-06-2020 |  | 7 904(+3%)     | 58(+3,6%)       |
| 24-06-2020                                                                    | 24-06-2020 |  | 8 164(+3,3%)   | 58(=)           |
| 25-06-2020                                                                    | 25-06-2020 |  | 8 334(+2,1%)   | 60(+3,4%)       |
| 26-06-2020                                                                    | 26-06-2020 |  | 8 739(+4,9%)   | 64(+6,7%)       |
| 27-06-2020                                                                    | 27-06-2020 |  | 8 944(+2,3%)   | 66(+3,1%)       |
| 28-06-2020                                                                    | 28-06-2020 |  | 9 101(+1,8%)   | 66(=)           |
| 29-06-2020                                                                    | 29-06-2020 |  | 9 214(+1,2%)   | 66(=)           |
| 30-06-2020                                                                    | 30-06-2020 |  | 9 499(+3,1%)   | 68(+3%)         |
| 01-07-2020                                                                    | 01-07-2020 |  | 9 702(+2,1%)   | 68(=)           |
| 02-07-2020                                                                    | 02-07-2020 |  | 9 992(+3%)     | 68(=)           |
| 03-07-2020                                                                    | 03-07-2020 |  | 10 244(+2,5%)  | 70(+2,9%)       |
| 04-07-2020                                                                    | 04-07-2020 |  | 10 462(+2,1%)  | 72(+2,9%)       |
| 05-07-2020                                                                    | 05-07-2020 |  | 10 772(+3%)    | 74(+2,8%)       |
| 06-07-2020                                                                    | 06-07-2020 |  | 10 996(+2,1%)  | 75(+1,4%)       |
| 07-07-2020                                                                    | 07-07-2020 |  | 11 194(+1,8%)  | 76(+1,3%)       |
| 08-07-2020                                                                    | 08-07-2020 |  | 11 504(+2,8%)  | 78(+2,6%)       |
| 09-07-2020                                                                    | 09-07-2020 |  | 11 750(+2,1%)  | 79(+1,3%)       |
| 10-07-2020                                                                    | 10-07-2020 |  | 12 052(+2,6%)  | 81(+2,5%)       |
| 11-07-2020                                                                    | 11-07-2020 |  | 12 443(+3,2%)  | 82(+1,2%)       |
| 12-07-2020                                                                    | 12-07-2020 |  | 12 766(+2,6%)  | 84(+2,4%)       |
| 13-07-2020                                                                    | 13-07-2020 |  | 12 872(+0,83%) | 84(=)           |
| 14-07-2020                                                                    | 14-07-2020 |  | 13 037(+1,3%)  | 87(+3,6%)       |
| 15-07-2020                                                                    | 15-07-2020 |  | 13 403(+2,8%)  | 87(=)           |
| 16-07-2020                                                                    | 16-07-2020 |  | 13 554(+1,1%)  | 87(=)           |
| 17-07-2020                                                                    | 17-07-2020 |  | 13 696(+1%)    | 87(=)           |
| 18-07-2020                                                                    | 18-07-2020 |  | 13 912(+1,6%)  | 91(+4,6%)       |
| 19-07-2020                                                                    | 19-07-2020 |  | 14 119(+1,5%)  | 92(+1,1%)       |
| 20-07-2020                                                                    | 20-07-2020 |  | 14 312(+1,4%)  | 92(=)           |
| 21-07-2020                                                                    | 21-07-2020 |  | 14 531(+1,5%)  | 93(+1,1%)       |
| 22-07-2020                                                                    | 22-07-2020 |  | 14 733(+1,4%)  | 93(=)           |
| 23-07-2020                                                                    | 23-07-2020 |  | 15 001(+1,8%)  | 93(=)           |
| 24-07-2020                                                                    | 24-07-2020 |  | 15 253(+1,7%)  | 94(+1,1%)       |
| 25-07-2020                                                                    | 25-07-2020 |  | 15 494(+1,6%)  | 94(=)           |
| 26-07-2020                                                                    | 26-07-2020 |  | 15 596(+0,66%) | 96(+2,1%)       |
| 27-07-2020                                                                    | 27-07-2020 |  | 15 655(+0,38%) | 96(=)           |
| 28-07-2020                                                                    | 28-07-2020 |  | 15 713(+0,37%) | 98(+2,1%)       |
| 29-07-2020                                                                    | 29-07-2020 |  | 15 813(+0,64%) | 99(+1%)         |
| 30-07-2020                                                                    | 30-07-2020 |  | 15 978(+1%)    | 100(+1%)        |
| 31-07-2020                                                                    | 31-07-2020 |  | 16 047(+0,43%) | 102(+2%)        |
| 01-08-2020                                                                    | 01-08-2020 |  | 16 109(+0,39%) | 102(=)          |
| 02-08-2020                                                                    | 02-08-2020 |  | 16 182(+0,45%) | 102(=)          |
| 03-08-2020                                                                    | 03-08-2020 |  | 16 220(+0,23%) | 102(=)          |
| 04-08-2020                                                                    | 04-08-2020 |  | 16 293(+0,45%) | 103(+0,98%)     |
| 05-08-2020                                                                    | 05-08-2020 |  | 16 349(+0,34%) | 103(=)          |
| 06-08-2020                                                                    | 06-08-2020 |  | 16 447(+0,6%)  | 103(=)          |
| 07-08-2020                                                                    | 07-08-2020 |  | 16 524(+0,47%) | 104(+0,97%)     |
| 08-08-2020                                                                    | 08-08-2020 |  | 16 620(+0,58%) | 104(=)          |
| 09-08-2020                                                                    | 09-08-2020 |  | 16 715(+0,57%) | 105(+0,96%)     |
| 10-08-2020                                                                    | 10-08-2020 |  | 16 798(+0,5%)  | 105(=)          |
| 11-08-2020                                                                    | 11-08-2020 |  | 16 847(+0,29%) | 105(=)          |
| 12-08-2020                                                                    | 12-08-2020 |  | 16 863(+0,09%) | 107(+1,9%)      |
| 13-08-2020                                                                    | 13-08-2020 |  | 16 889(+0,15%) | 107(=)          |
| 14-08-2020                                                                    | 14-08-2020 |  | 16 935(+0,27%) | 108(+0,93%)     |
| 15-08-2020                                                                    | 15-08-2020 |  | 16 993(+0,34%) | 108(=)          |
| 16-08-2020                                                                    | 16-08-2020 |  | 17 026(+0,19%) | 108(=)          |
| 17-08-2020                                                                    | 17-08-2020 |  | 17 107(+0,48%) | 108(=)          |
| 18-08-2020                                                                    | 18-08-2020 |  | 17 150(+0,25%) | 108(=)          |
| 19-08-2020                                                                    | 19-08-2020 |  | 17 232(+0,48%) | 111(+2,8%)      |
| 20-08-2020                                                                    | 20-08-2020 |  | 17 249(+0,1%)  | 112(+0,9%)      |
| 21-08-2020                                                                    | 21-08-2020 |  | 17 310(+0,35%) | 112(=)          |
| 22-08-2020                                                                    | 22-08-2020 |  | 17 374(+0,37%) | 113(+0,89%)     |
| 23-08-2020                                                                    | 23-08-2020 |  | 17 471(+0,56%) | 113(=)          |
| 24-08-2020                                                                    | 24-08-2020 |  | 17 506(+0,2%)  | 114(+0,88%)     |
| 25-08-2020                                                                    | 25-08-2020 |  | 17 562(+0,32%) | 114(=)          |
| 26-08-2020                                                                    | 26-08-2020 |  | 17 603(+0,23%) | 114(=)          |
| 27-08-2020                                                                    | 27-08-2020 |  | 17 702(+0,56%) | 115(+0,88%)     |
| 28-08-2020                                                                    | 28-08-2020 |  | 17 797(+0,54%) | 115(=)          |
| 29-08-2020                                                                    | 29-08-2020 |  | 17 893(+0,54%) | 115(=)          |
| 30-08-2020                                                                    | 30-08-2020 |  | 17 948(+0,31%) | 115(=)          |
| 31-08-2020                                                                    | 31-08-2020 |  | 18 067(+0,66%) | 117(+1,7%)      |
| 01-09-2020                                                                    | 01-09-2020 |  | 18 103(+0,2%)  | 117(=)          |
| 02-09-2020                                                                    | 02-09-2020 |  | 18 161(+0,32%) | 117(=)          |
| 03-09-2020                                                                    | 03-09-2020 |  | 18 208(+0,26%) | 119(+1,7%)      |
| 04-09-2020                                                                    | 04-09-2020 |  | 18 269(+0,34%) | 119(=)          |
| 05-09-2020                                                                    | 05-09-2020 |  | 18 472(+1,1%)  | 119(=)          |
| 06-09-2020                                                                    | 06-09-2020 |  | 18 588(+0,63%) | 119(=)          |
| 07-09-2020                                                                    | 07-09-2020 |  | 18 701(+0,61%) | 119(=)          |
| 08-09-2020                                                                    | 08-09-2020 |  | 18 778(+0,41%) | 119(=)          |
| 09-09-2020                                                                    | 09-09-2020 |  | 18 815(+0,2%)  | 119(=)          |
| 10-09-2020                                                                    | 10-09-2020 |  | 18 869(+0,29%) | 119(=)          |
| 11-09-2020                                                                    | 11-09-2020 |  | 18 916(+0,25%) | 119(=)          |
| 12-09-2020                                                                    | 12-09-2020 |  | 18 987(+0,38%) | 120(+0,84%)     |
| 13-09-2020                                                                    | 13-09-2020 |  | 19 013(+0,14%) | 120(=)          |
| 14-09-2020                                                                    | 14-09-2020 |  | 19 066(+0,28%) | 120(=)          |
| 15-09-2020                                                                    | 15-09-2020 |  | 19 100(+0,18%) | 120(=)          |
| 16-09-2020                                                                    | 16-09-2020 |  | 19 132(+0,17%) | 120(=)          |
| 17-09-2020                                                                    | 17-09-2020 |  | 19 158(+0,14%) | 120(=)          |
| 18-09-2020                                                                    | 18-09-2020 |  | 19 200(+0,22%) | 120(=)          |
| 19-09-2020                                                                    | 19-09-2020 |  | 19 269(+0,36%) | 120(=)          |
| 20-09-2020                                                                    | 20-09-2020 |  | 19 320(+0,26%) | 120(=)          |
| 21-09-2020                                                                    | 21-09-2020 |  | 19 327(+0,04%) | 120(=)          |
| 22-09-2020                                                                    | 22-09-2020 |  | 19 343(+0,08%) | 120(=)          |
| 23-09-2020                                                                    | 23-09-2020 |  | 19 430(+0,45%) | 120(=)          |
| 24-09-2020                                                                    | 24-09-2020 |  | 19 501(+0,37%) | 120(=)          |
| 25-09-2020                                                                    | 25-09-2020 |  | 19 556(+0,28%) | 120(=)          |
| 26-09-2020                                                                    | 26-09-2020 |  | 19 600(+0,22%) | 120(=)          |
| 27-09-2020                                                                    | 27-09-2020 |  | 19 629(+0,15%) | 120(=)          |
| 28-09-2020                                                                    | 28-09-2020 |  | 19 641(+0,06%) | 120(=)          |
| 29-09-2020                                                                    | 29-09-2020 |  | 19 669(+0,14%) | 120(=)          |
| 30-09-2020                                                                    | 30-09-2020 |  | 19 724(+0,28%) | 120(=)          |
| 01-10-2020                                                                    | 01-10-2020 |  | 19 755(+0,16%) | 120(=)          |
| 02-10-2020                                                                    | 02-10-2020 |  | 19 793(+0,19%) | 120(=)          |
| 03-10-2020                                                                    | 03-10-2020 |  | 19 849(+0,28%) | 120(=)          |
| 04-10-2020                                                                    | 04-10-2020 |  | 19 882(+0,17%) | 120(=)          |
| 05-10-2020                                                                    | 05-10-2020 |  | 19 885(+0,02%) | 120(=)          |
| 06-10-2020                                                                    | 06-10-2020 |  | 19 903(+0,09%) | 120(=)          |
| 07-10-2020                                                                    | 07-10-2020 |  | 19 935(+0,16%) | 120(=)          |
| 08-10-2020                                                                    | 08-10-2020 |  | 19 982(+0,24%) | 120(=)          |
| 09-10-2020                                                                    | 09-10-2020 |  | 20 036(+0,27%) | 120(=)          |
| 10-10-2020                                                                    | 10-10-2020 |  | 20 128(+0,46%) | 120(=)          |
| 11-10-2020                                                                    | 11-10-2020 |  | 20 154(+0,13%) | 120(=)          |
| 12-10-2020                                                                    | 12-10-2020 |  | 20 155(=)      | 120(=)          |
| 13-10-2020                                                                    | 13-10-2020 |  | 20 183(+0,14%) | 120(=)          |
| 14-10-2020                                                                    | 14-10-2020 |  | 20 217(+0,17%) | 120(=)          |
| 15-10-2020                                                                    | 15-10-2020 |  | 20 257(+0,2%)  | 120(=)          |
| 16-10-2020                                                                    | 16-10-2020 |  | 20 275(+0,09%) | 121(+0,83%)     |
| 17-10-2020                                                                    | 17-10-2020 |  | 20 301(+0,13%) | 121(=)          |
| 18-10-2020                                                                    | 18-10-2020 |  | 20 323(+0,11%) | 121(=)          |
| 19-10-2020                                                                    | 19-10-2020 |  | 20 324(=)      | 121(=)          |
| 20-10-2020                                                                    | 20-10-2020 |  | 20 342(+0,09%) | 121(=)          |
| 21-10-2020                                                                    | 21-10-2020 |  | 20 363(+0,1%)  | 121(=)          |
| 22-10-2020                                                                    | 22-10-2020 |  | 20 390(+0,13%) | 121(=)          |
| 23-10-2020                                                                    | 23-10-2020 |  | 20 405(+0,07%) | 121(=)          |
| 24-10-2020                                                                    | 24-10-2020 |  | 20 429(+0,12%) | 121(=)          |
| 25-10-2020                                                                    | 25-10-2020 |  | 20 470(+0,2%)  | 122(+0,83%)     |
| 26-10-2020                                                                    | 26-10-2020 |  | 20 486(+0,08%) | 122(=)          |
| 27-10-2020                                                                    | 27-10-2020 |  | 20 488(+0,01%) | 122(=)          |
| 28-10-2020                                                                    | 28-10-2020 |  | 20 555(+0,33%) | 124(+1,6%)      |
| 29-10-2020                                                                    | 29-10-2020 |  | 20 628(+0,36%) | 124(=)          |
| 30-10-2020                                                                    | 30-10-2020 |  | 20 692(+0,31%) | 124(=)          |
| 31-10-2020                                                                    | 31-10-2020 |  | 20 716(+0,12%) | 126(+1,6%)      |
| 01-11-2020                                                                    | 01-11-2020 |  | 20 716(=)      | 126(=)          |
| 02-11-2020                                                                    | 02-11-2020 |  | 20 753(+0,18%) | 126(=)          |
| 03-11-2020                                                                    | 03-11-2020 |  | 20 765(+0,06%) | 126(=)          |
| 04-11-2020                                                                    | 04-11-2020 |  | 20 778(+0,06%) | 126(=)          |
| 05-11-2020                                                                    | 05-11-2020 |  | 20 789(+0,05%) | 126(=)          |
| 06-11-2020                                                                    | 06-11-2020 |  | 20 801(+0,06%) | 126(=)          |
| 07-11-2020                                                                    | 07-11-2020 |  | 20 813(+0,06%) | 126(=)          |
| 08-11-2020                                                                    | 08-11-2020 |  | 20 832(+0,09%) | 126(=)          |
| 09-11-2020                                                                    | 09-11-2020 |  | 20 835(+0,01%) | 126(=)          |
| 10-11-2020                                                                    | 10-11-2020 |  | 20 847(+0,06%) | 126(=)          |
| 11-11-2020                                                                    | 11-11-2020 |  | 20 855(+0,04%) | 127(+0,79%)     |
| 12-11-2020                                                                    | 12-11-2020 |  | 20 882(+0,13%) | 127(=)          |
| 13-11-2020                                                                    | 13-11-2020 |  | 20 899(+0,08%) | 127(=)          |
| 14-11-2020                                                                    | 14-11-2020 |  | 20 945(+0,22%) | 127(=)          |
| 15-11-2020                                                                    | 15-11-2020 |  | 20 976(+0,15%) | 128(+0,79%)     |
| 16-11-2020                                                                    | 16-11-2020 |  | 20 988(+0,06%) | 128(=)          |
| 17-11-2020                                                                    | 17-11-2020 |  | 21 004(+0,08%) | 129(+0,78%)     |
| 18-11-2020                                                                    | 18-11-2020 |  | 21 045(+0,2%)  | 129(=)          |
| 19-11-2020                                                                    | 19-11-2020 |  | 21 083(+0,18%) | 129(=)          |
| 20-11-2020                                                                    | 20-11-2020 |  | 21 099(+0,08%) | 129(=)          |
| 21-11-2020                                                                    | 21-11-2020 |  | 21 126(+0,13%) | 129(=)          |
| 22-11-2020                                                                    | 22-11-2020 |  | 21 138(+0,06%) | 131(+1,6%)      |
| 23-11-2020                                                                    | 23-11-2020 |  | 21 148(+0,05%) | 131(=)          |
| 24-11-2020                                                                    | 24-11-2020 |  | 21 156(+0,04%) | 131(=)          |
| 25-11-2020                                                                    | 25-11-2020 |  | 21 168(+0,06%) | 131(=)          |
| 26-11-2020                                                                    | 26-11-2020 |  | 21 199(+0,15%) | 131(=)          |
| 27-11-2020                                                                    | 27-11-2020 |  | 21 232(+0,16%) | 131(=)          |
| 28-11-2020                                                                    | 28-11-2020 |  | 21 261(+0,14%) | 131(=)          |
| 29-11-2020                                                                    | 29-11-2020 |  | 21 310(+0,23%) | 131(=)          |
| 30-11-2020                                                                    | 30-11-2020 |  | 21 331(+0,1%)  | 132(+0,76%)     |
| 01-12-2020                                                                    | 01-12-2020 |  | 21 334(+0,01%) | 132(=)          |
| 02-12-2020                                                                    | 02-12-2020 |  | 21 361(+0,13%) | 132(=)          |
| 03-12-2020                                                                    | 03-12-2020 |  | 21 389(+0,13%) | 132(=)          |
| 04-12-2020                                                                    | 04-12-2020 |  | 21 412(+0,11%) | 132(=)          |
| 05-12-2020                                                                    | 05-12-2020 |  | 21 441(+0,14%) | 132(=)          |
| 06-12-2020                                                                    | 06-12-2020 |  | 21 485(+0,21%) | 132(=)          |
| 07-12-2020                                                                    | 07-12-2020 |  | 21 507(+0,1%)  | 132(=)          |
| 08-12-2020                                                                    | 08-12-2020 |  | 21 513(+0,03%) | 132(=)          |
| 09-12-2020                                                                    | 09-12-2020 |  | 21 547(+0,16%) | 133(+0,76%)     |
| 10-12-2020                                                                    | 10-12-2020 |  | 21 590(+0,2%)  | 133(=)          |
| 11-12-2020                                                                    | 11-12-2020 |  | 21 618(+0,13%) | 133(=)          |
| 12-12-2020                                                                    | 12-12-2020 |  | 21 639(+0,1%)  | 133(=)          |
| 13-12-2020                                                                    | 13-12-2020 |  | 21 680(+0,19%) | 133(=)          |
| 14-12-2020                                                                    | 14-12-2020 |  | 21 705(+0,12%) | 133(=)          |
| 15-12-2020                                                                    | 15-12-2020 |  | 21 717(+0,06%) | 133(=)          |
| 16-12-2020                                                                    | 16-12-2020 |  | 21 741(+0,11%) | 133(=)          |
| 17-12-2020                                                                    | 17-12-2020 |  | 21 772(+0,14%) | 133(=)          |
| 18-12-2020                                                                    | 18-12-2020 |  | 21 845(+0,34%) | 133(=)          |
| 19-12-2020                                                                    | 19-12-2020 |  | 21 890(+0,21%) | 133(=)          |
| 20-12-2020                                                                    | 20-12-2020 |  | 21 918(+0,13%) | 133(=)          |
| 21-12-2020                                                                    | 21-12-2020 |  | 21 932(+0,06%) | 133(=)          |
| 22-12-2020                                                                    | 22-12-2020 |  | 21 942(+0,05%) | 133(=)          |
| 23-12-2020                                                                    | 23-12-2020 |  | 21 984(+0,19%) | 133(=)          |
| Fonti: - Ministero della sanità - Ultimo aggiornamento: 23.12.2020, 18:00 GMT |            |  |                |                 |

## Cronologia

### Marzo
L'11 marzo, la Costa d'Avorio ha registrato il suo primo caso di COVID-19, si trattava di un cittadino che era stato di recente in Italia. Il caso era stato messo in cura presso all'ospedale universitario Treichville di Abidjan. Diverse persone che erano entrate in contatto con la persona infetta sono state identificate, secondo il Ministro della sanità. Al popolo è stato comunicato di "mantenere la calma" e di "rispettare le misure preventive applicate". Un numero di emergenza gratuito è stato istituito in Costa d'Avorio (143 o 101) per avvisare le persone di casi sospetti.  Sono stati inoltre istituiti numerosi controlli alle frontiere per cercare di limitare la diffusione.
Il 12 marzo, anche la moglie del caso individuato il giorno prima si è dimostrata positiva, portando a 2 il numero totale di casi.
Il 14 marzo sono stati confermati altri casi portando il numero totale di casi a 4.
Il 16 marzo, il governo ha annunciato che il numero totale di casi confermati era salito a sei e che il paziente identificato l'11 marzo era guarito. La Costa d'Avorio ha anche sospeso i voli per paesi che hanno più di 100 casi per 15 giorni, consentendo solo ai cittadini e ai residenti di entrare nel paese, e ha chiuso tutte le scuole per 30 giorni.

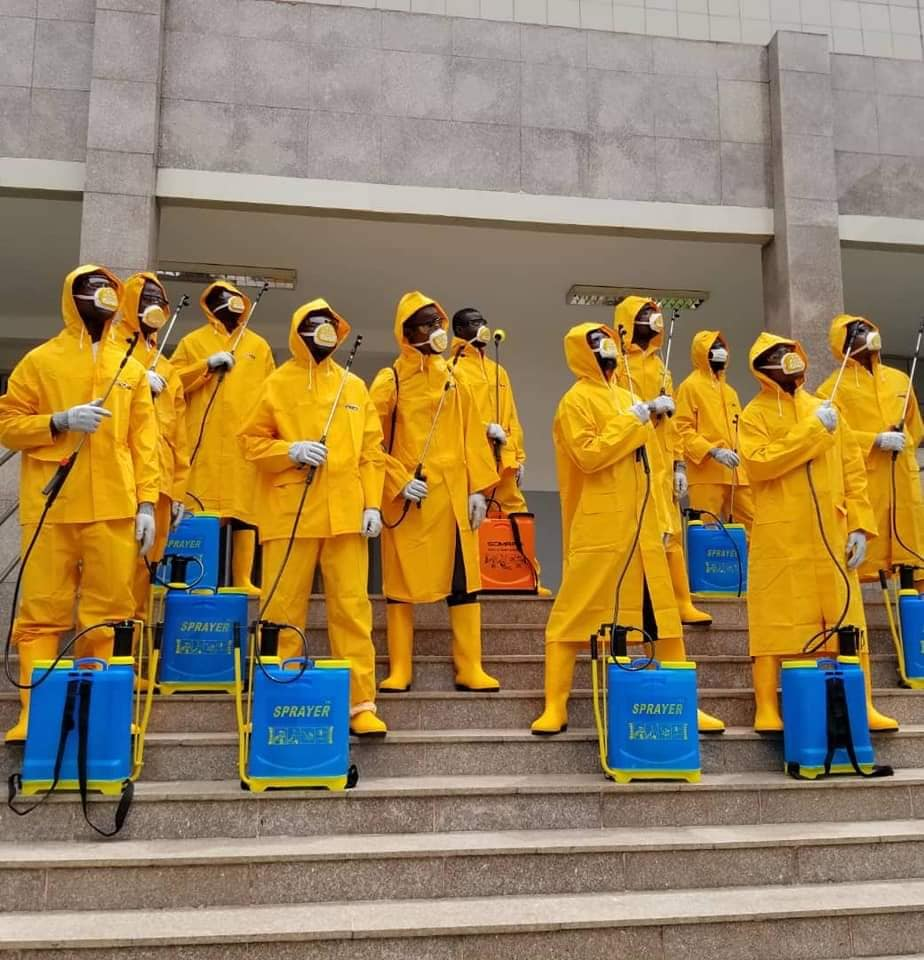
Operazioni di disinfezione presso Port-Bouët, in Costa d'Avorio

Il 20 marzo, il governo ha annunciato altri cinque casi, portando il numero totale a 14. Lo stesso giorno il governo ha deciso di chiudere tutti i confini dalla mezzanotte del 22 marzo fino a nuovo avviso.
Il 23 marzo, la Costa d'Avorio ha dichiarato lo stato di emergenza. Il giorno stesso sono stati chiusi tutti i bar, ed è stato introdotto un coprifuoco nazionale ogni sera dalle 21 alle 05.
Il 27 marzo è stato confermato il primo decesso, si trattava di una paziente di 58 anni con diabete, in coma dal 25 marzo.
Il 29 marzo sono stati confermati 25 nuovi casi, portando il totale a 165. Da mezzanotte del 29 marzo al 15 aprile, non sono consentiti i trasporti tra la regione di Abidjan (distretto autonomo di Abidjan, Dabou, Azaguié, Bingerville, Grand-Bassam, Bonoua, Assinie-Mafia) e il resto del paese. Sono previste eccezioni per prodotti alimentari, medicinali, evacuazioni mediche, carburante, servizi e veicoli con un'autorizzazione speciale.

### Aprile
Il 6 aprile ci sono stati 62 nuovi casi confermati e altri 4 pazienti guariti. Dei 62 nuovi casi, 58 erano ad Abidjan e 4 ad Adiaké. Il ministro della Difesa Hamed Bakayoko ha annunciato di essere uno dei casi confermati. Il Ministero della salute ha annunciato dei luoghi per fare i test. L'annuncio ha portato a giorni di violente proteste a Youpogon e Koumassi.
Il 9 aprile, il Consiglio di sicurezza nazionale ha tenuto una riunione straordinaria e ha deciso di rendere obbligatorio indossare maschere in Abidjan.
Il 15 aprile, il governo ha esteso lo stato di emergenza fino al 30 aprile e la chiusura di tutte le scuole fino al 17 maggio.
Il 16 aprile, il segretario generale Patrick Achi ha annunciato di essere risultato positivo.
Il 23 aprile il numero totale di casi confermati ha superato quota 1 000, in aumento di 52 dal giorno precedente, mentre il numero di pazienti guariti è salito a 359.
Il 24 aprile sono stati confermati 73 nuovi casi e 60 pazienti sono stati guariti. In totale 1 077 persone erano state infettate, 419 delle quali erano guarite. Il coprifuoco notturno esistente è stato prolungato fino all'8 maggio.

### Maggio
Il 7 maggio ci sono stati 55 casi confermati, portando il numero totale di casi a 1 571. Il numero di pazienti guariti è aumentato di 21, a 742. Il bilancio delle vittime è salito a 20. Il governo ha annunciato che le restrizioni sarebbero state revocate al di fuori della grande Abidjan il seguente giorno, compresa l'apertura delle scuole. Le maggiori restrizioni ad Abidjan erano previste fino al 15 maggio, con un adeguamento dei tempi del coprifuoco notturno, alle 23-04 dell'8 maggio.
Il 14 maggio, è stata annunciata la fine del coprifuoco a Abidjan.

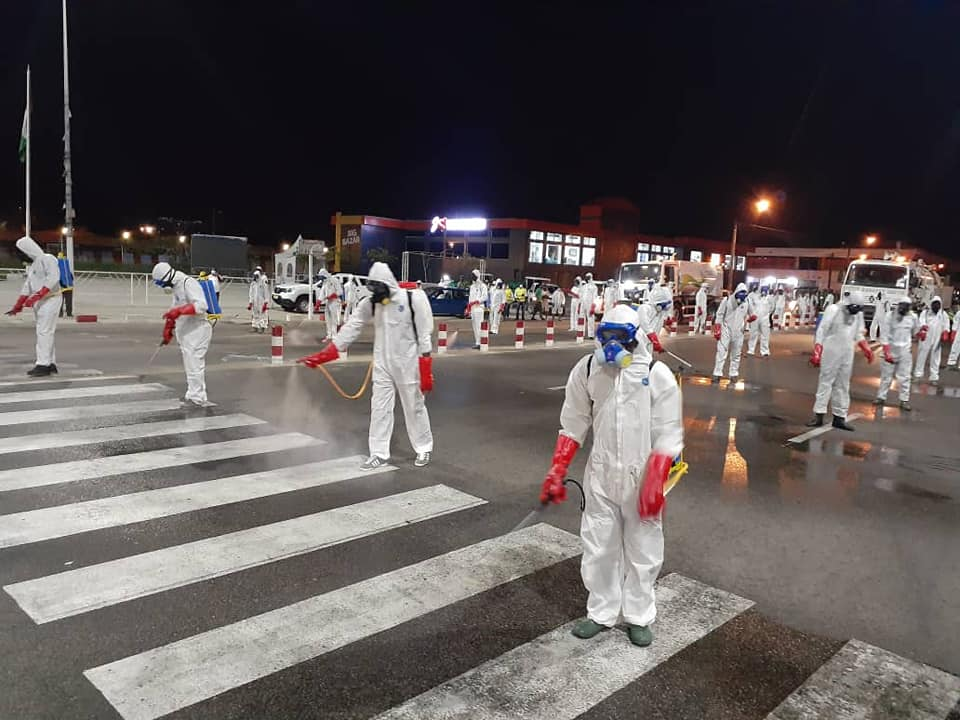
Disinfestazione delle strade

Il 16 maggio ci sono stati 44 nuovi casi confermati, portando il numero totale di casi confermati a 2 061. 45 pazienti sono guariti, portando il numero totale di guariti a 987. Il bilancio delle vittime è salito a 25.
Il 31 maggio ci sono stati 34 casi confermati e 50 guarigioni. Dall'inizio della pandemia, 2833 persone erano risultate positive ai test di cui 1 435 erano guarite.